# فدریکو کاپلازو
فدریکو کاپلازو (انگلیسی: Federico Cappellazzo؛ زادهٔ ۱۶ سپتامبر ۱۹۸۰) شناگر اهل ایتالیا است.